# Oylam
Oylam is het tweede album van Judith Berkson. Zij kreeg een veelzijdige opleiding op muziekgebied en dat is terug te vinden op dit album dat in april 2009 is opgenomen in de Artesuono Studio in Udine. De stijl van de door haar gezongen liederen is terug te voeren op de Tweede Weense School, maar ook Joodse muziek is te horen (ze is cantor). Daarnaast heeft ze een jazzstandard van Cole Porter er tussen gezet en zingt ze teksten mee, met de rechterhandmelodie op de piano. In sommige muziekstukken klinkt haar stem als de solostemmen van een studioalbum van Gentle Giant. Ze zingt op deze plaat ook Der Leiermann, het laatste lied uit Winterreise van Schubert.

## Musici
- Judith Berkson – zang, piano, Wurlitzerorgel, Fender Rhodes, hammondorgel

## Muziek
| Nr. | Titel                                                                    | Duur |
| --- | ------------------------------------------------------------------------ | ---- |
| 1.  | Goodbye Friend no. 1 (Berkson)                                           | 2:52 |
| 2.  | Brute (Berkson)                                                          | 5:33 |
| 3.  | Inside Good Times (Berkson)                                              | 2:35 |
| 4.  | Clives (Berkson)                                                         | 2:31 |
| 5.  | All Of You (Cole Porter)                                                 | 4:43 |
| 6.  | Mi Re Do (Berkson)                                                       | 3:42 |
| 7.  | Ahavas Oylam (liturgietekst, Berkson)                                    | 3:36 |
| 8.  | Little Arrows (Berkson)                                                  | 2:24 |
| 9.  | Der Leiermann (muziek Franz Schubert; tekst Berkson naar Wilhelm Müller) | 3:37 |
| 10. | Fallen Innocent Wandering Thieves (Berkson)                              | 2:20 |
| 11. | They Can't Take That Away From Me (George Gershwin, Ira Gershwin)        | 3:33 |
| 12. | Burnt (Berkson)                                                          | 3:00 |
| 13. | Hulyet, hulyet (Mordechai Gebirtig)                                      | 4:10 |
| 14. | Goodbye Friend no. 2 (Berkson)                                           | 3:46 |